# Virginia Field
Virginia Field, właściwie Margaret Cynthia Field (ur. 4 listopada 1917 w Londynie, zm. 2 stycznia 1992 w Palm Desert) – angielska aktorka.
Jej ojciec był sędzią w England's Leicester County Court Circuit, a jej matka była kuzynką Roberta E. Lee. Zagrała w ok. 40 filmach, np. w Pożegnalnym walcu z Vivien Leigh jako Kitty Meredith. Zaczęła swoją karierę od filmu Davida O. Selznick'a Little Lord Fauntleroy (1936). Z Paulem Douglasem miała córkę, Margaret Field Douglas. Zmarła na raka.
Ma swoją gwiazdę na 1751 Vine Street.